# Chic-ism
Albums de Chic
Believer
(1983) It's About Time
(2018)
Singles
1. Chic Mystique
Sortie : 30 janvier 1992
2. Your Love
Sortie : juin 1992

Chic-ism est le huitième album studio du groupe américain de disco-funk Chic, sorti le 3 mars 1992 chez Warner Bros.
L'album contient les singles Chic Mystique' (no 1 US Dance, no 48 US R&B) et Your Love (no 3 US Dance). Chic-ism marque le retour du groupe, après neuf ans d'absence et leur dernier album sorti en 1983 Believer.

## Historique et sortie
Chic-ism est sorti le 3 mars 1992 en LP 33 tours, en cassette et en disque compact.
En 2006, l'album a été remastérisé et réédité par Wounded Bird Records aux États-Unis.

## Liste des titres
Toutes les chansons sont écrites et composées par Bernard Edwards et Nile Rodgers, sauf les pistes 1, 4, 7 et 13 qui sont également écrites par Jennece « Princessa » Moore.
| 1.    | Chic Mystique                             | 6:27 |
| 2.    | Your Love                                 | 5:54 |
| 3.    | Jusagroove                                | 3:41 |
| 4.    | Something You Can Feel                    | 4:31 |
| 5.    | One and Only One                          | 4:27 |
| 6.    | Doin' That Thing To Me                    | 4:05 |
| 7.    | Chicism                                   | 4:06 |
| 8.    | In It to Win It                           | 5:45 |
| 9.    | My Love's for Real                        | 4:52 |
| 10.   | Take My Love                              | 5:36 |
| 11.   | High                                      | 4:29 |
| 12.   | M.M.F.T.C.F. (Make My Funk the Chic Funk) | 4:36 |
| 13.   | Chic Mystique (Reprise)                   | 4:05 |
| 62:47 |                                           |      |

## Crédits
Musiciens
- Sylver Logan Sharp (en) – voix principale (pistes 1, 2, 3, 5, 7, 8, 9, 11, 13)
- Jenn Thomas – voix principale (pistes 1, 3, 6, 7, 8, 10, 11, 13)
- Princessa (Jennece S. Moore) – voix principale/rap (pistes 1, 4, 7, 13)
- Tawatha Agee – voix
- Briz – voix
- Michelle Cobbs – voix
- Dennis Collins – voix
- Fonzi Thornton – voix
- Brenda White King – voix
- Nile Rodgers – guitare, voix
- Richard Hilton – claviers, programmation
- Andreas Levin – programmation
- Bernard Edwards – guitare basse, voix
- Sterling Campbell – batteries
- Sonny Emory – batteries
- Geraldo Velez – percussion

- Stan Harrison (en) – saxophone alto et ténor
- Steve Elson – saxophone alto, ténor et baryton
- Mac Gollehon – trompette, bugle, trompette piccolo

- Alfred Brown – cordes
- Elena Barere – cordes
- Fred Zlotkin – cordes
- Gerald Tarack – cordes
- Julien Barber – cordes
- Juliet Haffner – cordes
- Marti Sweet – cordes
- Matthew Raimondi – cordes
- Max Ellen – cordes
- Mitsue Takayama – cordes
- Regis Iandiorio – cordes
- Richard Locker – cordes
- Richard Sortomme – cordes
- Winterton Garvey – cordes
- Gene Orloff – chef d'orchestre (cordes)

Production
- Bernard Edwards – réalisateur artistique
- Nile Rodgers – réalisateur
- Bob Ludwig – mastérisation
- Dave O'Donell – mixage
- Jon Goldberger – mixage
- Jeff Gold, Robin Lynch – direction artistique et conception
- Stéphane Sednaoui – photographie

## Classements hebdomadaires
| Classement (1992)                   | Meilleure position |
| ----------------------------------- | ------------------ |
| Allemagne (Media Control AG)        | 55                 |
| États-Unis (Top R&B/Hip-Hop Albums) | 39                 |
| Pays-Bas (Mega Album Top 100)       | 73                 |
| Suède (Sverigetopplistan)           | 42                 |
| Suisse (Schweizer Hitparade)        | 40                 |